# Берзьке герцогство

Станом на 1560 рік

Берзьке герцогство (нім. Herzogtum Berg нід. Hertogdom Berg), початково Берзьке графство (нім. Grafschaft Berg, нід. Graafschap Berg) — держава, що входила до складу Священної Римської імперії і знаходилася в Рейнській області. Резиденцією герцога був замок Шваненбург у місті Клеве, а також замок Монтерберг неподалік від Калькара. Існувало в 1101–1815 роках.

## Середньовіччя
Династія графів Берзьких сформувалася в 1101 році, будучи молодшої лінією династії Еццоненів, що вели родовід з часів Лотаринзького королівства. У XII столітті вони стали найпотужнішими володарями в Нижньорейнському регіоні. У 1160 році територія графства була розділена на 2 частини, одна з яких згодом стала графством Марк, але вона повернулася правителям Берга в XVI столітті.
У 1280 граф переніс столицю з Замку Бург у Дюссельдорф.
Юліське графство об'єдналося з Бергом в 1348 році, і в 1356 році імператор дарував графу Берзькому титул герцога Юліх-Берзького.
У 1509 році герцог Клевський Йоганн III одружився з Марією Юліх-Берзькою, дочкою і спадкоємицею герцога Юліх-Берзького Вільгельма. У 1511 році, після смерті Вільгельма, його дочка отримала владу над Юліхом, Бергом і Равенсберзьким графством. Таким чином в 1521 році під владою Йоганна опинилась територія нинішньої федеральної землі Північний Рейн-Вестфалія, за винятком Кельнського архієпископства і Мюнстерського єпископства.